# Atherimorpha imitans
Atherimorpha imitans är en tvåvingeart som beskrevs av Malloch 1932. Atherimorpha imitans ingår i släktet Atherimorpha och familjen snäppflugor. Inga underarter finns listade i Catalogue of Life.